# Mateo García de los Reyes
Mateo García de los Reyes va ser un militar, mariner i polític espanyol, primer cap i organitzador de l'Arma Submarina espanyola nascut el 6 de febrer de 1872 en Montevideo (Uruguai), on el seu pare, estava destinat com a Comandant de la fragata Almansa, i afusellat el 24 de novembre de 1936 en Paracuellos del Jarama (Madrid).

## Ingrés en l'Armada
L'1 de febrer de 1886, amb 14 anys, va ingressar a l'Escola Naval Militar, aleshores denominada Escola Naval Flotant, per trobar-se en l'antiga fragata Asturias, fondejada a Ferrol.

## Volta al món i estada a les Filipines

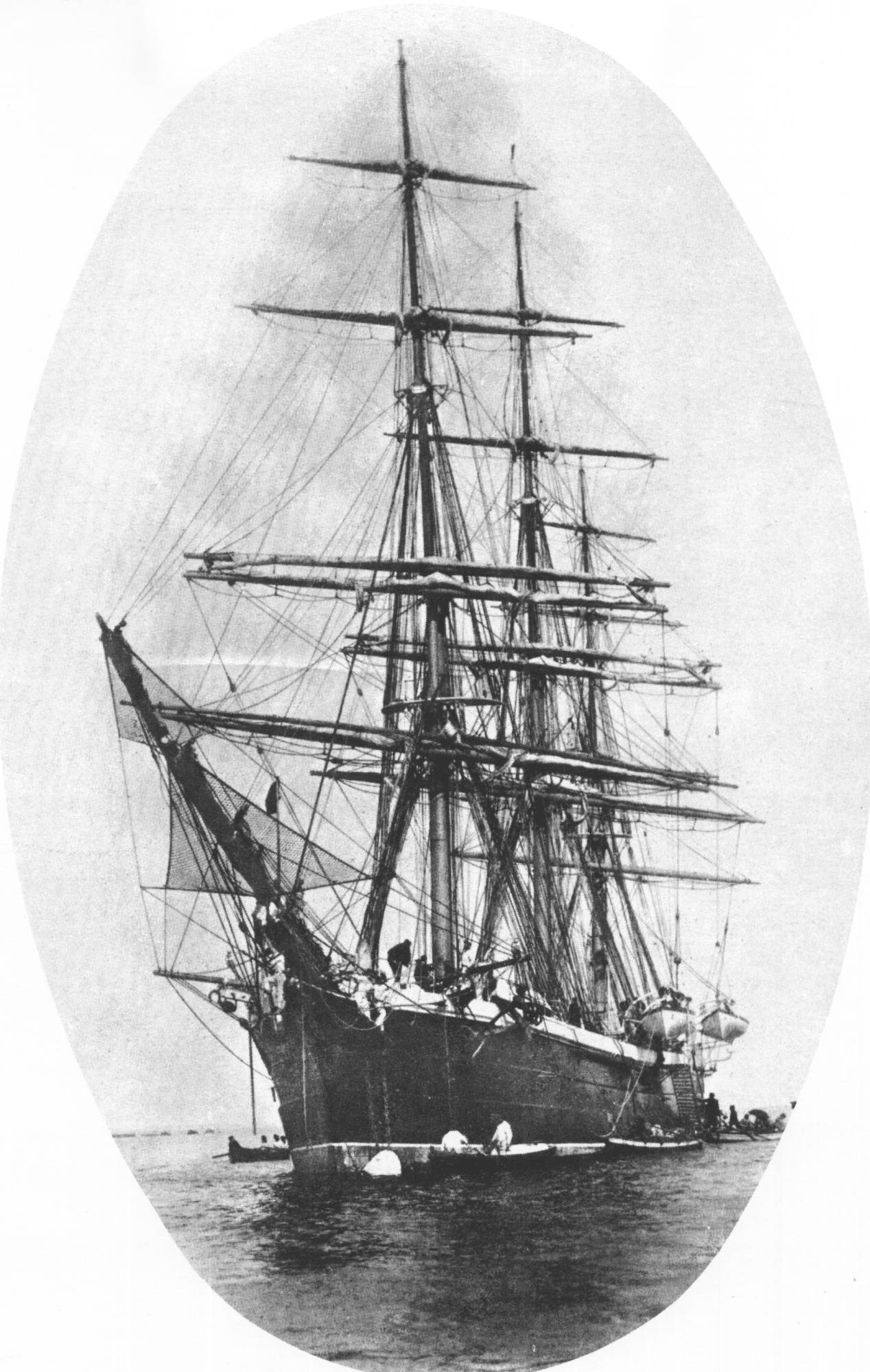
La corbeta Nautilus

El 7 de desembre de 1888 és nomenat guardiamarina, i el 7 de desembre de 1891, conclosos els seus estudis, és ascendit a alferes de navili. A l'estiu següent, embarca en el seu primer gran viatge a bord de la corbeta Nautilus, l'antic clíper britànic Carrick Castle, reconvertit en buc escola, al comandament del capità de fragata Fernando Villaamil, en el qual durant 20 mesos va solcar els mars donant la volta al món.
Després del viatge de circumnavegació, va ser destinat a l'arxipèlag de les Filipines per fer-se càrrec el seu primer comandament a flotació, el Basco, una llanxa canonera de buc de ferro, 42 tones de desplaçament, construïda a Hong Kong, i que anava armada amb un canó González Hontoria de 70 mm i una metralladora de 25 mm. Amb ell va prendre part activa en la Campanya de les Filipines contra els nadius insurrectes.
El 5 de març de 1895, Vicente Montojo Trillo és nomenat comandant general de l'apostador de les Filipines i, amb aquesta mateixa data fou nomenat el seu ajudant personal, càrrec que va exercir fins al 13 de maig de 1896, que va ser nomenat segon comandant del canoner, General Lezo, de 540 tones.

## Destinacions diverses
El 21 d'abril de 1897 va ascendir a tinent de navili, i al setembre de 1899 va ser nomenat ajudant personal del general José Marenco. El 16 de setembre de 1900 va passar a la situació d'excedència voluntària a Madrid per cursar estudis diversos.
El 24 de gener de 1908 va passar a la situació d'excedent forçós en Madrid. El 3 de setembre de 1911 va ser nomenat oficial de derrota de l'Infanta Isabel, un petit creuer de buc de ferro supervivent del desastre de la Guerra hispano-estatunidenca, reconvertit en canoner i amb el qual va participar en operacions de guerra en el nord d'Àfrica i golf de Guinea.
El 21 d'abril de 1913 va passar a la situació de supernumerari, on va romandre també durant 1914.

## Primer comandant de l'arma submarina
El 17 de febrer de 1915, Alfons XIII va estampar la seva signatura al peu de la llei que va passar a la història com Llei Miranda i que suposava el naixement de l'arma submarina a Espanya.
Aquesta llei, autoritzava al Ministeri de Marina a adquirir, en principi, quatre submergibles (el primer es va adquirir als Estats Units i els restants a Itàlia), sent el llavors capità de corbeta García de los Reyes designat pel govern a instàncies de l'almirall Miranda per marxar als dos països a inspeccionar la construcció dels submarins.
| « | S'autoritza al Ministre de Marina per adquirir, per gestió directa amb càrrec als crèdits concedits per aquesta llei, fins a quatre submergibles i el material necessari per als ensenyaments i pràctiques del personal que ha de dotar-los i un buc especial de salvament. Se li autoritza, així mateix, per organitzar el servei en els submarins amb oficials del Cos General de l'Armada, i per reorganitzar el Cos de Maquinistes i els de Contramestres, Conestables i altres subalterns, ajustant els seus serveis i les seves plantilles a les necessitats del nou material, dins dels crèdits consignats per a personal a l'actual pressupost | » |

L'ordre d'efectuar la comissió, de 27 d'abril de 1915, deia que el motiu n'era:
| « | … perquè s'especialitzi en submarins, i estudiï els seus mètodes de construcció i vegi la forma que aquesta nova arma pugui interessar-li a Espanya, proposant les mesures adoptades a la vista de les necessitats de la indústria nacional | » |

Demorat en uns mesos l'inici dels seus primers contactes amb aquesta nova i desconeguda arma que Espanya volia implantar en l'armada, el 22 de desembre de 1915 va ser destinat a l'anomenada Comissió de Marina d'Amèrica del Nord, emprenent viatge a Qincy, Massachusetts, on es va construir a les drassanes Fore River & Co el que seria el primer submarí operatiu de l'armada.
En tornar dels Estats Units és destinat a la Comissió de Marina d'Itàlia, viatjant a la Spezia en qualitat de president de la Comissió Inspectora de la Construcció de Submarins, per seguir de prop com a president de la Comissió Inspectora de la construcció dels tres submergibles Classe Laurenti que Espanya havia encarregat construir a les famoses drassanes Fiat-San Giorgio i, per adquirir l'aptitud en aquest tipus de submergible.
Posteriorment, la comissió li va ser prorrogada a Suïssa per a l'estudi a la casa Sulzer dels motors de combustió interna que s'hi fabricaven.
A principis de l'any 1917 és nomenat comandant de quilla del primer dels submergibles classe Laurenti, el Narciso Monturiol (A-1), que és botat a l'aigua en solemne cerimònia presidida per l'ambaixador d'Espanya a Roma el dia 15 d'abril, i del que pren el comandament efectiu el 25 d'agost, data d'alta del citat submarí en la Llista Oficial de Bucs de l'Armada. En aquesta mateixa data és nomenat cap de la Divisió de Submarins, càrrec que li assignen per ser el comandant més antic dels quatre submarins amb què compta l'Armada en aquest moment, i que a més simultaneja amb el de director de les escoles de radiotelegrafia i bussos, establertes també a Cartagena.
El 4 de setembre de 1917, al comandament de la flotilla de submarins de fabricació italiana, de la qual exerceix el comandament, a més, del primer d'ells, va fer la seva entrada a Tarragona, acompanyats pel creuer Extremadura, que els va donar escorta des de La Spezia.
El 28 de gener de 1919, el submarí sota el seu comandament, el Narciso Monturol (A-1), va rebre a Barcelona la bandera de combat donada per l'ajuntament barceloní mentre es trobava abarloat al cuirassat Alfonso XIII en el moll de la Pau.
El 5 de juliol de 1919 va ascendir a capità de fragata. Aquest estiu, els submarins, als quals acompanyaven altres bucs de superfície, van realitzar el seu primer creuer de llarga durada. El 24 d'octubre de 1919, deixa el comandament de l'A-1. A l'abril de 1922, dirigeix personalment la primera acció de guerra dels submarins que culmina l'evacuació del personal civil que habitava el penyal de Vélez de la Gomera, assetjat diversos dies sota foc de les forces rifenyes. Per aquesta acció, efectuada pel B-1 i l'Isaac Peral (A-0), a bord del qual s'hi trobava com a cap de flotilla, va rebre la Medalla Naval, màxima condecoració que s'atorgava en aquells moments.
El 25 d'agost de 1924 va ser ascendit a capità de navili, i el 30 d'octubre de 1928, va ser ascendit a contraalmirall. Amb motiu del seu ascens, va deixar el comandament de la flotilla lliurant-la al capità de corbeta Alonso, que uns anys abans també havia rebut el comandament de l'A-1.

## Ministre de Marina
Res més ser rellevat marxa a Madrid, per fer-se càrrec de la cartera de Marina al govern que presideix el general Primo de Rivera, el 5 de novembre va jurar el seu càrrec com a nou Ministre de Marina en el directori civil.
Durant els 15 mesos que va estar al capdavant del seu ministeri va escometre nombroses reformes, tant en els assumptes de material com de personal en l'Armada, encara que res més prendre possessió del seu càrrec ja es va trobar amb el primer problema: les assignacions econòmiques estaven compromeses el que quedava de dècada. Com a innovacions més significatives de quantes va introduir, es poden citar les següents:
- El 9 de gener de 1929, Alfons XIII signava el primer reial decret que li presenta (Diari Oficial nº 11/29 de 14 de gener). La fi que persegueix és rejovenir la cúpula de comandament, perquè el reial decret va rebaixar en quatre anys la passada a situació de reserva dels alts càrrecs de l'Armada, passant a 68, 64 i 62 anys, per als càrrecs de Vicealmirall, Contraalmirall i Capità de Navili, respectivament.

- El 14 de gener, per reial decret llei (D.O. n. 14 de 17 de gener) va establir en l'Armada els ascensos a certes categories per elecció, com era habitual en altres marines modernes de l'època.

- Va reestructurar els cossos patentats, dividint-los en cossos polítics i “polític-militars”, alhora que va suprimir un augment de les plantilles i va fer reaparèixer l'Escala de Terra.

- Va redistribuir la base d'estacionament d'alguns bucs per a millor aprofitament de la força, sobretot referent a unitats d'escàs port, com torpeders i guardacostes, tant en les destinacions en aigües peninsulars com en els de les possessions africanes de riu Muni i l'illa de Fernando Poo.

- Va obtenir del govern els crèdits necessaris per construir uns altres set destructors de Classe Churruca, superats respecte als de la primera sèrie, doncs aquests portarien millores importants, així com una línia més moderna. Els set destructors van ser, per ordre cronològic d'entrada en servei: Almirante Antequera, Almirante Miranda, Gravina, Escaño, Ulloa, Jorge Juan i Císcar.

- Va crear el Premi Álvaro de Bazán, instituït per estimular la redacció i publicació d'articles en la Revista General de Marina (Reial Ordre de 31 d'agost de 1929).

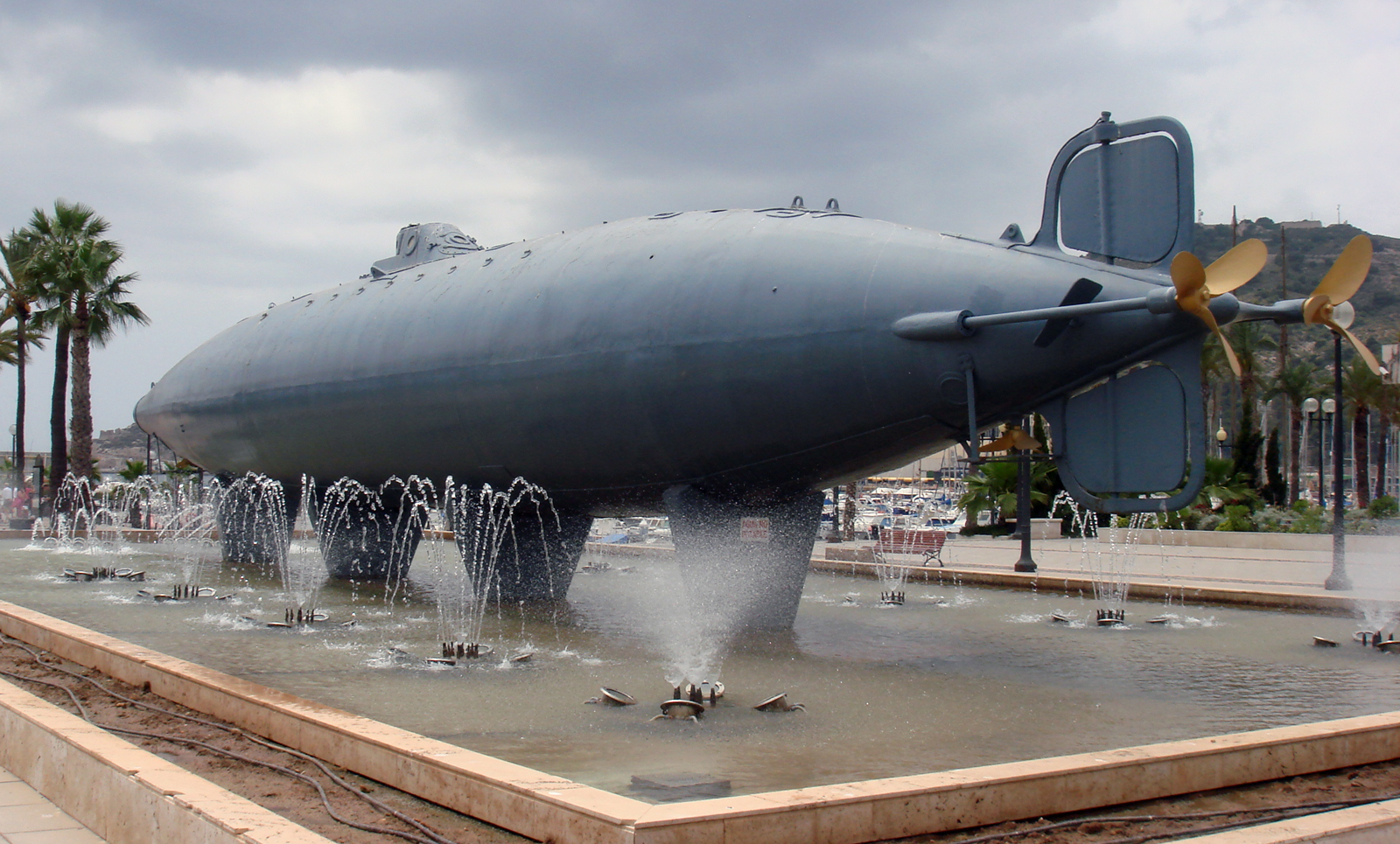
Submarí Peral en 2007 a Cartagena.

- Durant quaranta anys, el submarí Peral va ser carn de desballestament a l'Arsenal de la Carraca. El Capità General del Departament Marítim de Cartagena, Pedro Mercader Zufía, va advertir-lo de la sort que corria el vell prototip i la conveniència de traslladar-lo i conservar-lo per a la història a Cartagena, on ja descansaven les restes del seu inventor. Remolcat, va arribar a l'Arsenal de Cartagena en 1929, on se li va reparar l'obra viva i va quedar instal·lat sobre una base de rajola de València sevillana a l'esplanada de la Base de Submarins on va romandre fins a 1965, any en què es va traslladar al passeig del moll d'Alfonso XII a sol·licitud de l'alcalde de Cartagena.[3][4]

A la fi de 1929, amb la caiguda de Primo de Rivera i l'arribada del Gabinet Dámaso Berenguer y Fusté, va ser rellevat en el càrrec de ministre de Marina el 30 de gener de 1930. Amb data de l'endemà al del seu cessament passa destinat a Eventualitats. Poc després es va retirar de tota activitat pública, fins que el 29 d'octubre de 1931 va passar a la situació de reserva, fixant la seva residència a Madrid.

## Empresonament i mort
Quan comptava 64 anys, i portant diversos anys retirat de qualsevol activitat pública, l'estiu de 1936, poc després d'iniciada la Guerra Civil espanyola, és capturat i empresonat en la Presó de Porlier de Madrid, fins que el dia 24 de novembre de 1936 juntament amb altres caps i oficials de l'Exèrcit i de l'Armada, és afusellat a Paracuellos. Les seves restes, que no van poder ser identificades, reposen en una fossa comuna.

## Publicacions
- Teoría práctica de las conmutatrices (Madrid en 1902).
- Articles en la Revista general de Marina sobre radiotelegrafia, electricitat, navegació i submarins.

## Condecoracions Eatrangerws
- Gran Creu de l'Orde d'Avís - Portugal
- Gran Creu de l'Orde de l'Espasa - Suècia
- Gran Creu de l'Orde de Sant Saba - Regne de Iugoslàvia
- Gran Creu de l'Orde de Carlos Manuel de Céspedes - Cuba
- Encomana de la Corona d'Itàlia, amb títol de comanador.
- Títol de comanador de l'Orde dels Sants Maurici i Llàtzer - Itàlia